# 黃燮清
黃燮清（1805年—1864年），原名黃憲清，後改名黃燮清，字韻珊或字韻甫，別署吟香诗舫主人，浙江海鹽武原鎮人，清朝作家。
嘉庆十年（1805年），十月二十三日生。道光十五年（1835）舉人，後屢試不第。道光十二年（1832）作《帝女花》，寫崇禎長公主朱徽娖事。每日与里中孙谋、陈竹敬、何岳龄、吴廷燮诸同人相唱和。咸丰十一年辛酉（1861）二月，太平军攻克海盐，逃至湖北。同治元年壬戌（1862），任宜都縣令，調任松滋縣令。同治三年甲子（1864）卒于武昌，享年六十。有两女，长女黃珏，嫁钱塘宗景藩；次女黃琇，嫁同里冯绪曾。
黃燮清有《倚晴樓詩集》及《倚睛樓七種曲》傳世。戲曲著作《倚晴樓七種曲》包括：《茂陵絃》、《帝女花》、《脊令原》、《鴛鴦鏡》、《桃谿雪》、《居官鑑》和《凌波影》。